# Mesopherna palustris
Mesopherna palustris är en fjärilsart som beskrevs av Edward Meyrick 1893. Mesopherna palustris ingår i släktet Mesopherna och familjen äkta malar. Inga underarter finns listade i Catalogue of Life.